# 短山椒蜗牛
短山椒蜗牛（学名：Assiminea brevicula），是中腹足目山椒螺科山椒螺属的一种。主要分布于孟加拉国、中国、印度西孟加拉邦、日本、马来西亚等地区，常栖息在潮间带。